# Kristen Pfaff
Kristen Pfaff, vlastním jménem Kristen Marie Pfaff (26. května 1967, Buffalo – 16. června 1994, Seattle) byla americká baskytaristka.
Zatímco žila v Minneapolis, naučila se hrát na basovou kytaru a spolu s kytaristou a zpěvákem Joachimem Breuerem a bubeníkem Mattem Entsmingerem založili skupinu Janitor Joe. Při jedné cestě po Kalifornii si Kristen všimli Courtney Love a Eric Erlandson a snažili se jí zlákat do Hole, neboť v té době potřebovali basistu. Kristen odmítla, ale nakonec ji přesvědčili.
V roce 1993 se přestěhovala do Seattlu a spolu se skupinou Hole začala pracovat na albu Live Through This, pokračovatele jejich debutu Pretty on the Inside. Skupina novém složení – Courtney Love, Eric Erlandson, Patty Schemel a Kristen začala nahrávat.
V novém městě se jí pracovně velmi dařilo, spřátelila se zde s Kurtem Cobainem. Velmi brzy však propadla drogové závislosti a po tragické smrti Kurta 5. dubna 1994 byla 16. června téhož roku nalezena mrtvá ve vaně předávkovaná heroinem. Je pohřbena ve Forest Lawn Cementery v Buffalu.